# Бергантино
Бергантино (итал. Bergantino) је насеље у Италији у округу Ровиго, региону Венето.
Према процени из 2011. у насељу је живело 2065 становника. Насеље се налази на надморској висини од 11 м.

## Становништво
| 1931. | 1936. | 1951. | 1961. | 1971. | 1981. | 1991. | 2001. | 2011. |
| ----- | ----- | ----- | ----- | ----- | ----- | ----- | ----- | ----- |
| 3.592 | 3.752 | 3.863 | 3.270 | 3.059 | 2.891 | 2.839 | 2.627 | 2.626 |